# Referéndum electoral de Samoa Americana de 1974
Un referéndum sobre la elección directa de gobernadores y vice gobernadores tuvo lugar en Samoa Americana el 18 de junio de 1974. A los electores se les preguntó si aprobaban una propuesta que permitiría la elección directa de gobernadores y vicegobernadores. La participación fue incluso más baja que el referéndum similar anterior, de 17,20%. La propuesta fue rechazada por poco, con un 48,20% de los electores votando "sí" y un 51,80% votando "no".  Una propuesta idéntica fue promovida una vez más dos años después, siendo aprobada.